# Alejandro Jiménez Lafeble
Alejandro Jiménez Lafeble (* 26. Februar 1936 in Talca, Región del Maule, Chile; † 5. Januar 1998 in Valdivia, Región de Los Ríos) war ein chilenischer geistlicher und römisch-katholischer Bischof von Valdivia.

## Leben
Alejandro Jiménez Lafeble besuchte das Liceo Blanco Encalada der Schulbrüder in seiner Heimatstadt. Danach studierte er in Santiago de Chile und an der Gregoriana in Rom Philosophie und Katholischen Theologie. Am 28. Oktober 1959 empfing er in der Kapelle des Lateinamerikanischen Kollegs in Rom durch den Bischof von Talca, Manuel Larraín Errázuriz, das Sakrament der Priesterweihe.
Am 21. November 1975 ernannte ihn Papst Paul VI. zum Titularbischof von Martanae Tudertinorum und bestellte ihn zum Weihbischof in Talca. Der Bischof von Talca, Carlos González Cruchaga, spendete ihm am 10. Dezember desselben Jahres die Bischofsweihe; Mitkonsekratoren waren der Bischof von Valdivia, José Manuel Santos Ascarza OCD, und der Bischof von Temuco, Bernardino Piñera Carvallo.
Am 12. Dezember 1983 ernannte ihn Papst Johannes Paul II. zum Bischof von Valdivia.